# Scooby-Doo (film)
Scooby-Doo, conosciuto anche come Scooby-Doo - Il film, è un film in tecnica mista del 2002 diretto da Raja Gosnell. È il primo film con attori dal vivo dedicato ai personaggi della serie animata Scooby-Doo, realizzato con il supporto della computer grafica e dell'animatronica. È l'ultimo film di William Hanna come produttore esecutivo prima della sua morte, avvenuta il 22 marzo 2001.

## Trama
La Misteri&Affini è una famosa banda di giovani risolutori di misteri composta da Fred Jones, Daphne Blake, Velma Dinkley, Shaggy Rogers e il cane danese parlante Scooby-Doo.
Una sera, dopo aver risolto l'ennesimo caso di uno "spettro" che infestava la fabbrica di Pamela Anderson, la Misteri&Affini si scioglie a causa di alcune divergenze sorte tra Fred, Daphne e Velma, lasciando i poveri Shaggy e Scooby da soli.
Due anni più tardi, i cinque sono invitati, a loro insaputa, a trascorrere una vacanza sull'isola di Spooky Island, attrezzata di un parco divertimenti a tema horror. Una volta giunti a destinazione, i ragazzi conoscono il proprietario Emile Mondavarious, il quale ammette di averli condotti fin lì per essere aiutato a far luce sul misterioso e violento comportamento assunto dagli studenti in visita sull'isola.
I ragazzi accettano di indagare, seppur ognuno per conto proprio: Velma partecipa ad uno spettacolo messo in scena dal tenebroso N'Goo Tauna, attraverso cui capisce che il parco era un tempo abitato da orribili creature assetate di vendetta, mentre Scooby è attratto da una telefonata anonima nella foresta, dove subisce un'imboscata da parte di un mostro terrificante dal quale riesce a sfuggire; Daphne, invece, è spinta dalle parole di uno stregone voodoo nel castello di Spooky Island, accompagnata da Shaggy e Scooby, nonostante anche Fred e Velma mettano piede nel maniero.
Di nuovo riuniti, i ragazzi decidono di ritornare ad essere la banda di una volta, così si dividono in cerca di indizi, ma un omino, mentre li osserva di nascosto, aziona le trappole mortali del castello, che sono spente casualmente da Fred. Quest'ultimo e Velma scovano poi una stanza segreta in cui è praticata una sorta di lavaggio del cervello, e intanto Daphne recupera uno strano oggetto dalla forma piramidale.
Uscita dal castello, la Misteri&Affini ritorna all'hotel, e Velma scopre che il manufatto viene chiamato "Demon Ritus", ossia un'antica reliquia che recita i passaggi per eseguire un leggendario rito apocalittico.
Improvvisamente, un gruppo di veri mostri in carne ed ossa irrompe bruscamente all'interno dell'albergo e cattura molti ospiti, tra i quali anche Fred, Velma e Mondavarious, che sono trasportati in una specie di cripta sotterranea inespugnabile. Daphne, Shaggy, Scooby e Mary Jane, fidanzata di Shaggy conosciuta durante il viaggio, subito si mettono all'opera per salvare Fred e Velma, ma il mattino seguente scoprono che le vetrate infrante e i muri crollati dell'hotel sono stati riparati, così come le persone rapite dai mostri si stanno divertendo allegramente in spiaggia. Infatti, Shaggy e Scooby s'imbattono in Fred soltanto per capire che questi e tutti gli altri sono stati posseduti dalle anime nere dei mostri, mentre Daphne, dopo essere stata quasi aggredita da Velma, è anch'essa catturata e privata dal Demon Ritus. Nel frattempo, Scooby si accorge che Mary Jane è stata altresì posseduta, ma, quando cerca di avvisare Shaggy, finisce con il litigarci pesantemente e cade per sbaglio giù nella cripta sotterranea dei mostri. Calatosi nel covo delle creature per rintracciare Scooby, Shaggy assiste al processo di possessione di Daphne, dopodiché ruba il Demon Ritus e trova una vasca contenente le anime di coloro vittime dei mostri, dalla quale libera quelle di Fred, Daphne e Velma, che si depositano nei rispettivi corpi dopo un'iniziale incomprensione.
Fred, Daphne, Velma e Shaggy si rivolgono al sacerdote voodoo, che afferma che lo scopo dei mostri è di conquistare il mondo tramite il rituale apocalittico descritto sul Demon Ritus, servendosi inoltre dei corpi degli umani per sfuggire alla luce del sole, cui sono vulnerabili, ma per completare la cerimonia è necessario il sacrificio dell'anima col cuore più puro, vale a dire quella di Scooby. I ragazzi concludono quindi che l'artefice di tutto sia lo stesso che ha portato Scooby sull'isola, ovvero Mondavarious, che riesce a convincere Scooby a sacrificarsi per l'imminente celebrazione del rituale.
La banda orchestra un piano per sventare i folli progetti di Mondavarious, ma qualcosa va storto e Fred e Velmasono beccati e costretti a guardare la cerimonia, che si sta svolgendo nella cripta alla presenza delle persone possedute dai mostri e di Mondavarious, che tenta di aspirare l'anima di Scooby col suo artiglio meccanico. Fortunatamente, Shaggy salva Scooby e colpisce il falso Mondavarious, che rivela di essere in realtà un robot controllato proprio da Scrappy-Doo, nipote di Scooby e vecchio membro della Misteri&Affini cacciato anni prima per via della sua sfacciataggine e arroganza abbandonandolo da solo su una strada in mezzo al deserto. Scrappy infatti era furioso con loro per averlo trattato in quel modo e per anni ha tramato la sua vendetta per il trattamento crudele subito. Molti anni prima fu assunto come giostraio del parco ma poi scoprì l'esistenza del Demon Ritus e i demoni che esistevano sull'isola e ne prese il comando usandoli per i suoi scopi e diede inizio al suo piano di vendetta contro i suoi ex amici. Infatti capì che per ottenere poteri illimitati tramite il Demon Ritus doveva assorbire l'anima di un puro di cuore scegliendo come sacrificio lo zio che non fece niente per aiutarlo quando fu abbandonato spiegando infine che ha fatto venire sull'isola anche i membri della sua ormai ex squadra per farli assistere al suo trionfo e chiudere del tutto i conti con loro. Nella battaglia che ne segue, Scrappy cresce a dismisura e si trasforma nel terribile Scrappy Rex, un muscoloso e colossale demone dalla forza sovrumana grazie alle molteplici anime risucchiate nel Demon Ritus, ed ogni secondo che passa diventa sempre più invincibile ed inarrestabile.
Mentre Fred, Velma, Shaggy e Scooby se la vedono con Scrappy, in superficie Daphne combatte contro il lottatore mascherato Zarkos, seguace di N'Goo Tauna, entrambi complici di Scrappy, ma la ragazza ha la meglio e scaraventa Zarkos direttamente sopra la vasca, che, rovesciandosi, permette alle anime di ricongiungersi ai propri corpi, così che i mostri vengano annientati dai raggi del sole. Shaggy strappa poi il Demon Ritus dal petto di Scrappy, liberando conseguentemente le restanti anime che aveva assorbito e rendendolo nuovamente un cucciolo inoffensivo.
Ad incubo finito, Fred e Daphne si fidanzano ufficialmente, mentre Shaggy si riappacifica con Scooby e ritrova in un tombino il vero Emile Mondavarious, segregato da Scrappy, che intanto viene arrestato insieme agli sconfitti N'Goo Tauna e Zarkos.
La Misteri&Affini è acclamata da tutti e decide di continuare a lavorare per risolvere altri casi e misteri in giro per il mondo. 
Nei titoli di coda Shaggy e Scooby, rimasti a Spooky Island, fanno una merenda a base di peperoncini piccanti.

## Distribuzione

### Date di uscita
Il film venne presentato in tutto il mondo nel corso dell'estate del 2002, con le seguenti date:
- 14 giugno negli Stati Uniti d'America
- 28 giugno in Italia;
- 1º luglio in Francia;
- 19 luglio in Spagna;
- 1º agosto in Germania;
- 17 agosto in Giappone

## Accoglienza

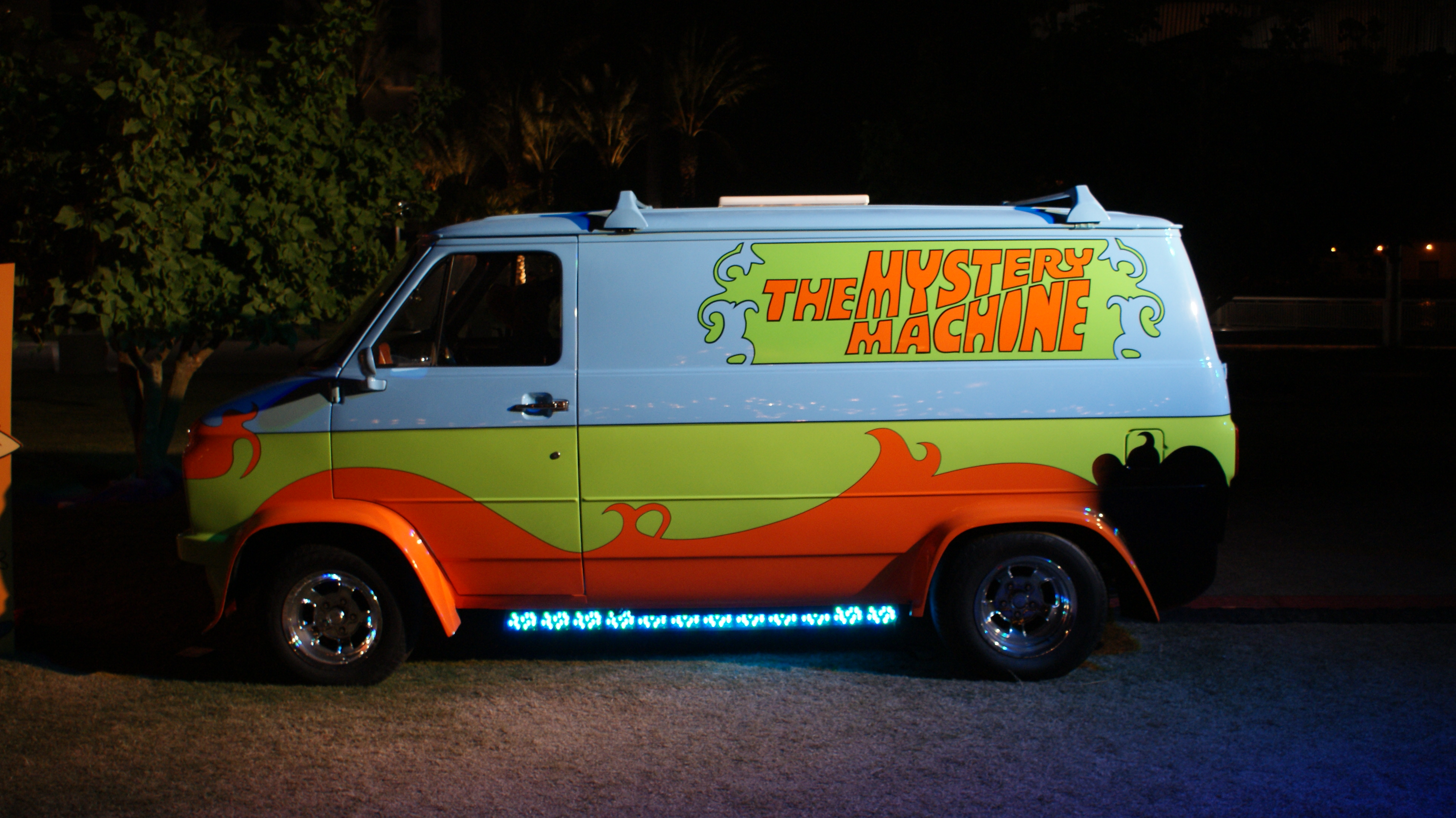
La Mystery Machine del film al San Diego Comic-Con International 2013

### Incassi
Il film incassò 19204859 $ nel giorno di debutto e 54155312 $ durante il fine settimana in 3 447 cinema, piazzandosi in vetta al botteghino. L'incasso finale della pellicola fu di 153294164 $ negli Stati Uniti, mentre, nel resto del mondo, di 122356539 $ per un totale di 275650703 €, diventando così il quindicesimo film col maggior incasso del 2002.

### Critica
Il film è stato snobbato dai critici. Sul sito Rotten Tomatoes ha una percentuale di gradimento del 30%, con un punteggio medio di 4.4 su 10. Sul sito Metacritic, il film detiene un punteggio di 35 su 100 indicando "recensioni generalmente sfavorevoli". Ha inoltre ricevuto durante l'edizione dei Razzie Awards 2002 due candidature sia per il Peggior attore non protagonista assegnato a Freddie Prinze, Jr. e per essere stato definito, "Più flatulento film per adolescenti".

## Riconoscimenti
- 2003 – BMI Film & TV Awards
  - BMI Film Music Award a David Newman
- 2003 – Kids' Choice Awards
  - Candidatura per la miglior performance virtuale
- 2003 – Razzie Awards
  - Candidatura per il peggior attore non protagonista a Freddie Prinze Jr.
  - Candidatura per il film per adolescenti più flatulento
- 2003 – Teen Choice Awards
  - Migliore attrice di un film commedia a Sarah Michelle Gellar
  - Candidatura per il miglior film commedia
  - Candidatura per il miglior attore di un film commedia a Matthew Lillard e Freddie Prinze Jr.
  - Candidatura per la miglior intesa a Sarah Michelle Gellar e Freddie Prinze Jr.
  - Candidatura per il film dell'estate

## Sequel, prequel e spin-off
Il film ha avuto un sequel cinematografico, Scooby-Doo 2 - Mostri scatenati (2004), e due prequel e uno spin-off per la televisione: Scooby-Doo! Il mistero ha inizio (2009), Scooby-Doo! La maledizione del mostro del lago (2010) e Daphne & Velma - Il mistero della Ridge Valley High (2018).